# 波利卡普·库施
波利卡普·库施（Polykarp Kusch，1911年1月26日 - 1993年3月20日），德裔美国物理学家，1955年获诺贝尔物理学奖 。
库施于1931年从Case Wetern Reserve University获得物理学本科学位， 并于1933年从伊犁诺大学获得硕士和博士学校。 他毕业后一直在哥伦比亚大学担任教授。 他在哥伦比亚大学期间指导过的博士生包括后来发明了激光的Gordon Gould 。
库施从1972年起在德克萨斯大学达拉斯分校任教，直到1982年退休。